# يان وستكوت
يان وستكوت (بالإنجليزية: Jan Westcott)‏ (23 فبراير 1912 - 29 أكتوبر 2011)؛ روائية أمريكية.